# Écriture bété
Pour l’article ayant un titre homophone, voir Bete.

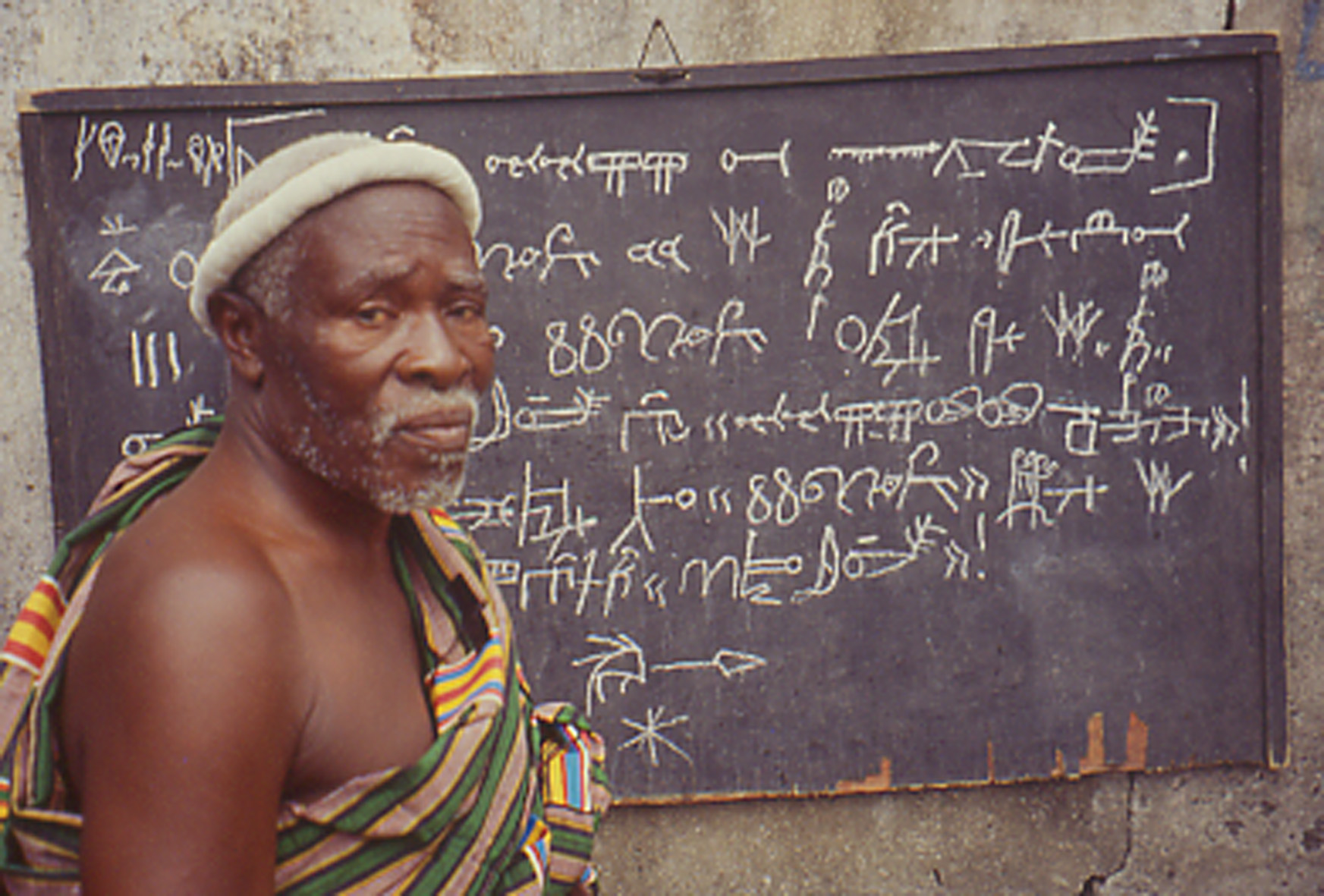

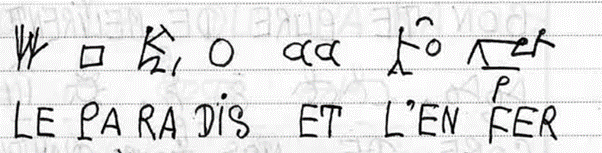

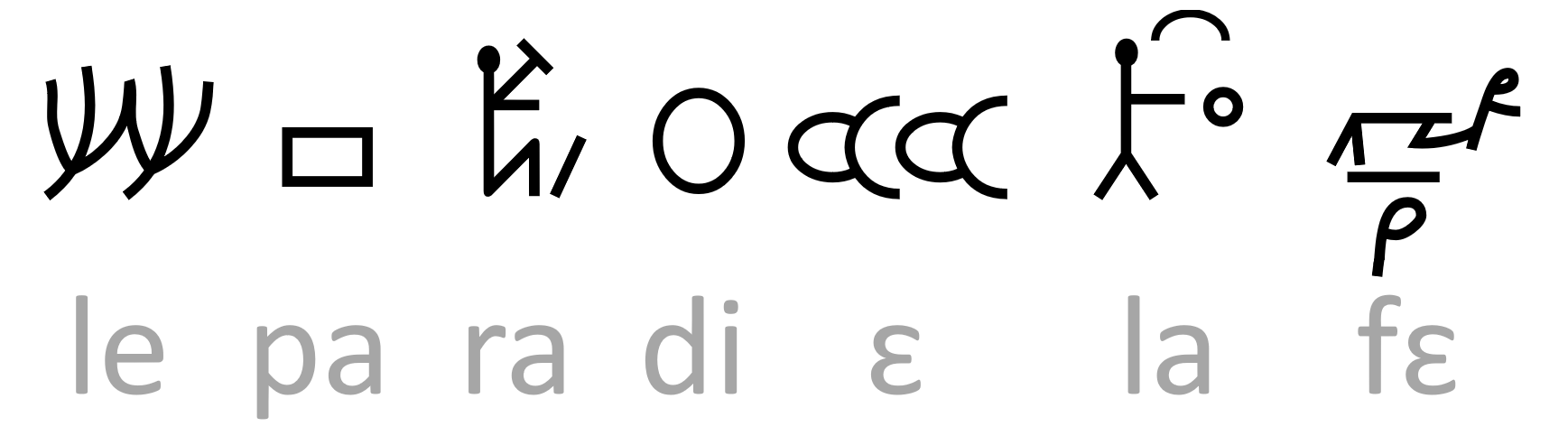

L’écriture bété, aussi appelé alphabet bété, est un syllabaire inventé par Frédéric Bruly Bouabré en 1956 pour écrire le bété.